# Sámská vlajka

Sámská vlajka
Poměr stran: 3:4

Stará neoficiální vlajka Sámů
Poměr stran: 5:8

Sámská vlajka je vlajka Sámů, původního obyvatelstva skandinávských zemí a poloostrova Kola v Ruské federaci. Vlajka se také někdy užívá k reprezentaci Laponska, území obývané Sámy. Na vlajce je dvojbarevný kruh, jejíž modrá část symbolizuje měsíc a červená slunce. Ostatní barvy vlajky (modrá, červená, zelená a žlutá) pochází z barev sámského kroje.

## Historie vlajky
S prvním návrhem sámské vlajky přišel v roce 1977 sámský umělec Synnøve Persen z Norska. Byla trojbarevná a bez kolečka. Sámská rada později zahájila soutěž o návrh vlajky, kterou vyhrála Astrid Båhl. Základní struktura byla stejná, byl přidán zelený pruh a motiv odvozený ze symbolu Slunce a Měsíce, který se vyskytuje na mnoha šamanských bubnech. Vlajka byla schválena v Åre ve Švédsku 15. srpna 1986 na speciální sámské 13. konferenci. Na téže konferenci se také schválila Sámi soga lávlla (Píseň sámské rodiny) – báseň používaná jako sámská národní hymna.